# Louis Colens

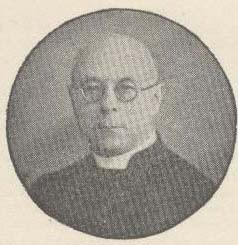
Kanunnik Louis Colens.

Ludovicus Colens beter bekend als Louis Colens (Brugge, 1 december 1877 - Brussel, 16 januari 1936), was een rooms-katholiek priester en sociaal voorvechter. 
Hij was de zoon van notaris Philippe Charles Colens (1832-1894) en Marie De Brouwer (1839-1906). Vader Colens had zijn notariaat in de Riddersstraat en later aan de Mallebergplaats in Brugge. 

## Studies
Louis Colens deed zijn middelbare studies aan het Sint-Lodewijkscollege in Brugge. Hij vertrok vandaar naar het Leo XIII College in Leuven en promoveerde in 1899 tot doctor in de wijsbegeerte. Van 1899 tot 1901 volbracht hij zijn seminariejaren in Brugge. In 1901 werd hij, zoals zijn studiegenoot Achiel Logghe tot priester gewijd. Beiden vertrokken nadien naar het Heilige Geestcollege in Leuven en promoveerden in 1905 tot doctor in de godgeleerdheid.

## Eerste activiteiten
Colens werd hulppriester in Torhout (1905) en onderpastoor in Oostende (1906). Het was in Oostende dat zijn sociale bewogenheid ontlook. Vanaf 1912 plande hij een technische school. Die zou echter pas in 1922 worden opgericht. Nog in 1912 was hij medestichter van het Algemeen Christelijk Vakverbond (ACV). In 1921 werd hij tot proost benoemd van de christelijke maatschappelijke werken voor het arrondissement Oostende.

## Nationaal leider
In 1921 was Colens de stichter, en werd hij de algemene proost en feitelijke leider van het Algemeen Christelijk Werkersverbond (ACW-MOC), een federatie van bestaande maar heterogene arrondissementele bonden. Het doel van de nieuwe organisatie bestond erin de inspanningen van vakbonden, ziekenbonden, mannen- en vrouwenbewegingen te bundelen en ze aan te vullen met politieke, educatieve en coöperatieve belangenbehartiging.
Gedurende verschillende jaren zette Colens zich in voor de organisatie van het ACW, die weldra als een macht doorging binnen België en meer bepaald binnen de katholieke 'zuil'. In de arrondissementen werd hij bijgestaan door een netwerk van proosten, zoals in Brugge door Achiel Logghe. Hij begon ook aan het oprichten van een Katholieke Arbeidersinternationale. 
Voor de verdediging van de ACW-belangen in de nationale politiek deed hij beroep op de latere minister Philip Van Isacker, die reeds als volksvertegenwoordiger werd verkozen in 1919. Zijn eerste vrijgestelde medewerker werd in 1927 de latere minister Paul-Willem Segers en zijn tweede, in Wallonië, de latere minister Oscar Behogne.

## Afzonderlijke organisaties
In 1922 was Colens medestichter van de Sociale school in Heverlee en was ook actief betrokken bij de Sociale school voor vrouwen in Brussel. Hij was ook hoofdredacteur van De gids op maatschappelijk gebied.
In 1924 nam Colens het initiatief tot de oprichting van de Belgische Arbeiderscoöperatie met zijn Welvaartwinkels. Hij bleef er jaren voorzitter en directeur van.
In 1925 lag hij aan de basis van de Spaarbank der Christelijke Werklieden, de latere BAC of BACOB, die vele jaren later opging in Paribas, nadien in Dexia en uiteindelijk in Belfius.
In 1929-31 was Colens de stichter en actieve leider van de Centrale voor Volksontwikkeling die later tot KWB werd omgevormd en waaruit ook de KAV, de KAJ en de VKAJ ontstonden.
De Volksverzekering werd opgericht in 1929. 
Louis Colens nam in stijgende mate deel aan het publieke debat met boeken, artikels en honderden bijdragen in talrijke publicaties. Hij trok onder meer van leer tegen Léon Degrelle en Rex.

## Leider
Van 1922 tot aan zijn dood was Louis Colens de absolute leider van het Algemeen Christelijk Werknemersverbond (ACW) waarbij hij stichter, voorzitter, proost en secretaris werd van de verschillende geledingen. Mede door hem werden zowel de ziekenbond, de vakbond, de vormingsbewegingen en de coöperatieve werken onder één koepel verenigd, het ACW.
In 1934 werd hij tot ere-kanunnik van de Sint-Salvatorskathedraal van Brugge benoemd. In Oostende werd na zijn dood de voormalige Stockholmstraat omgedoopt tot de Kanunnik dr. Louis Colensstraat. In deze straat huizen nog steeds organisaties die tot het ACW behoren.
Kanunnik Colens overleed aan de gevolgen van kanker in Brussel op 16 maart 1936. Hij werd op het Brugs kerkhof in de familiekelder Colens bijgezet.

## Publicaties
- De vorming van leiders voor sociale werken, Leuven, 1929.
- Het Concordaat tusschen den Heiligen Stoel en het Derde Duitsche Rijk, Brugge, 1935.
- De priesterlijke zending van de proosten in de christelijke arbeidersorganisatie voor volwassenen, Brussel, 1935.
- Ce que nous pensons de REX, Antwerpen, 1935.
- L'examen critique du Rexisme, Brussel, 1935.
- Lijst der hoofdartikels, studies, nota's en schema's van Kan. Colens in 'De Gids' verschenen sinds 1931, in: De Gids op maatschappelijk gebied februari 1936.